# ポール・ラマディエ
ポール・ラマディエ（Paul Ramadier, 1888年3月17日 – 1961年10月14日）は、フランスの政治家。フランス第三、第四共和制における主要な左翼政治家のひとりで国際労働運動にも影響力を及ぼし「ILOの父」と呼ばれた。1947年首相を務めた。

## 生涯
ラ・ロシェル出身。1919年アヴェロン県ドカーズヴィル市長。その後、国民議会議員に当選する。
1940年7月10日ヴィシーで国民議会が開催され、フィリップ・ペタン元帥に全権を付与した際には、反対票を投じた。大戦中、レジスタンス運動に参加した。なお、戦後、イスラエルのホロコースト博物館であるヤド・ヴァシェム Yad Vashemにその名が刻まれ、「諸国民の中の正義の人」の称号を贈られた。
第二次世界大戦後の1947年1月22日レオン・ブルムの跡を受けて閣僚評議会議長(首相)となる。当初、内閣にはフランス共産党からも入閣していたが、5月に共産党閣僚が閣外に出、（旧）フランス社会党（SFIO）、国民共和運動（人民共和運動、MRP、Mouvement Républicain Populaire） 、共産党の三党蜜月は終わった。この他、首相時代にマーシャル・プラン受け入れを決定した。一方で対外的には強硬派で、1947年2月13日ベトナム民主共和国に対してこれを相手にせずという政府声明を出したり、フランス領であったマダガスカル島で暴動が起こると、これを武力で鎮圧し8万人の死者を出したりしている。
日本との関係では、1951年（昭和26年）日本がILO（国際労働機関）に復帰する際、「われわれはこの放蕩息子（日本のこと）の帰宅を迎えようではないか、そして全く違った経験を経てきた日本が、最もよき経験はその社会福祉をより高い段階に尊くことにあると将来認めるであろうことを希望する」と演説して日本復帰反対論を抑えた挿話がある。